# Magnézium-sztearát
A magnézium-sztearát egy fehér, szobahőmérsékleten szilárd vegyület, melynek képlete C36H70MgO4. A vegyület két darab sztearátból (a sztearinsav anionja) áll, valamint egy kétszeresen pozitív töltésű kationból, melyet a magnézium alkot (Mg2+). A magnézium-sztearát olvadáspontja 88 °C, vízben nem oldható, általában emberi fogyasztásra alkalmasként megítélt vegyület. Előállítása során általában állati eredetű (bárányból, sertésből származó) sztearinsavat használnak.

## Felhasználása
- Mivel nincs ismert mellékhatása ezért töltőanyagként, valamint térfogatnövelőként számos gyógyszerben, kapszulában megtalálható. Előnye továbbá, hogy síkosító tulajdonsággal is rendelkezik, vagyis a tabletták készítése során, a nagy nyomáson történő tablettává préseléskor a magnézium-sztearát megakadályozza, hogy a tabletta alkotóelemei a prés alkatrészeihez tapadjanak.
- Hintőporok általános összetevője.
- Élelmiszerek esetén elsősorban csomósodást gátló anyagként, valamint emulgeálószerként alkalmazzák, E572 néven. Főként cukrászipari termékekben fordulhat elő, de igazán széles körben a kozmetikumokban fordulhat elő. Napi maximum beviteli mennyisége nincs meghatározva.